# Mendel Grossman
Mordka Mendel Grossman (Gorzkowice, 27 de junho de 1913 – 30 de abril de 1945) foi um fotógrafo polonês e funcionário do departamento de estatística do Gueto de Łódź.

## Biografia
Grossman nasceu em Gorzkowice, na época parte do Império Russo, em 1913, em uma família judaica hassídica. Era filho de Szmul Dawid Grossman (1882-1942) e Channa Ruchla (1887-1942) Grossman. Cresceu em Łódź 
com três irmãs, Rut, Rozka (nascida e, 1918) e Feiga (nascida em 1910); e um irmão, Jakub. Rut emigrou para os Estados Unidos em 1919 e Jakub morreu devido a uma apendicite antes da Segunda Guerra. Após a Primeira Guerra Mundial, sua família se estabeleceu na rua Wschodnia 58, em Łódź. Desde muito jovem, Grossman desenhava retratos e cenas da vida cotidiana judaica. Começou também a fotografar, no começo como amador e, mais tarde, profissionalmente. Ele mesmo coloria as fotos com tintas de anilina. Nos anos 1930, passou a colaborar com o Teatro Judaico de Łódź, registrando em fotos todas as peças apresentadas, assim como os atores e atrizes. Grossman também tinha contato com vários escritores, poetas, músicos e pintores. Pouco antes do início da Segunda Guerra Mundial, o Teatro Habima visitou Łódź, e Mendel, por iniciativa própria, fotografou as apresentações nos bastidores. Essas fotos se tornaram uma prévia inspiradora do que seria seu trabalho nos guetos e campos de concentração, resultando em uma coleção intitulada "Movimento em direção à Morte".

## O Gueto de Łódź (1939-1944)
Em 1939, os nazistas o obrigaram, junto com sua família, a viver no gueto de Łódź, onde ele encontrou trabalho como fotógrafo, fazendo documentos de identificação e registrando o trabalho dos outros prisioneiros. A administração do gueto acreditava que essas fotos convenceriam os nazistas a tratá-los melhor, mostrando que eram trabalhadores dedicados. Grossman também escondia uma câmera no casaco e, durante o dia, fotografava as duras condições de vida do gueto, correndo grandes riscos, não só por medo da Gestapo, mas também devido a um problema cardíaco. Algumas de suas fotos ajudaram pessoas a identificar os túmulos de entes queridos. Os negativos de M. Grossman hoje constituem uma importante documentação do Holocausto. Grossman distribuiu muitas dessas fotos, e aquelas que não conseguiu distribuir, tentou esconder. Em agosto de 1944, pouco antes da liquidação final do gueto, ele escondeu cerca de 10 mil negativos, que retratavam cenas da vida no gueto. Ele e sua família viviam no gueto na rua Marynarskiej 55.

## Morte
Deportado para um campo de trabalho nas imediações de Koenigs Wusterhausen, ele permaneceu lá até 16 de abril de 1945. Doente e exausto, foi morto a tiros pelos nazistas durante uma marcha da morte forçada, ainda segurando sua câmera.
Rozka, irmã de Mendel, encontrou algumas de suas fotografias escondidas e as levou para Israel, mas a maior parte se perdeu durante a Guerra árabe-israelense de 1948. Outras fotos tiradas por Grossman foram encontradas por um de seus amigos, Nachman (Natek) Zonabend. Atualmente, essas fotografias estão no Museu do Holocausto e da Resistência, na Casa dos Lutadores do Gueto, no Kibutz Lohamei Hagetaot, em Israel, assim como no Yad Vashem, em Jerusalém.